# Denn ich sah eine neue Erde
Denn ich sah eine neue Erde ist ein vierteiliges Fernsehspiel von Wolf-Dieter Panse und Peter Deutsch aus dem Jahr 1970.

## Handlung
Der Untertitel des Fernsehspiels lautet „Fernsehspiel um Thomas Müntzer“ und so steht die „Gestalt des Volksreformators Müntzer“ im Mittelpunkt der Handlung.

## Produktion
Denn ich sah eine neue Erde wurde als Studio-Produktion auf MAZ mit Filmeinspielen produziert. Die vier Teile wurden am 28. (Teile I und II) und am 30.  August 1970 (Teile III und IV) jeweils ab 20.00 Uhr im 1. Program des DFF erstgesendet.